# Talking Heads
Ne pas confondre avec la série télévisée britannique du même nom.
Talking Heads est un groupe américain de rock, originaire du New York. Le nom « talking head » désigne en anglais un spécialiste intervenant à la télévision. Issu de la scène punk de New York et associé plus tard aux mouvements post-punk et new wave, le groupe existe entre 1974 et 1991 et a notamment joué au CBGB aux côtés de groupes tels que les Ramones, Television ou Patti Smith.
Le style musical new wave de Talking Heads combine des éléments de punk, avant-garde, pop, funk, world music et d'art rock. Le chanteur-compositeur David Byrne apporte des paroles ésotériques et fantasques aux chansons du groupe et accentue leur côté spectaculaire par son apport multimédia.
David Byrne, Tina Weymouth et Chris Frantz se rencontrent à l'école de design de Rhode Island où ils décident de former leur premier groupe, The Artistics, en 1974. Le nouveau groupe se sépare rapidement pour ne se reformer que plus tard : en 1975, les trois comparses, désormais présentés sous le nom de Talking Heads, donnent leur premier concert au CBGB à New York. Mais c'est seulement en 1976 que le groupe est au complet avec l'arrivée du chanteur, guitariste et claviériste Jerry Harrison.
Le quatuor signe son premier contrat chez Sire Records en 1977 et sort peu de temps après son premier single, Love Goes to Building on Fire. La même année l'album Talking heads: 77 paraît dans les bacs. Par ailleurs, les Talking Heads connaîtront un premier succès auprès du grand public en 1979 avec la sortie de leur deuxième album, More Songs about Building and Food. Composé de onze titres inédits, il est produit en collaboration avec le célèbre producteur Brian Eno. Cependant le véritable succès ne sera au rendez-vous qu'en 1980, avec l'album Remain in Light qui mélange le son Rock auquel s'ajoutent des rythmes africains. Ce dernier album les projettera au sommet des charts britanniques et entraînera une tournée européenne et américaine.
En 2002, le groupe entre au Rock and Roll Hall of Fame. En 2011, Rolling Stone classe le groupe 100e de sa liste des 100 meilleurs groupes de tous les temps.

## Historique

### Origines et débuts (1974–1977)
Au début des années 1970, Chris Frantz, Martina « Tina » Weymouth et David Byrne étudient à la Rhode Island School of Design. Vers 1974, Chris et David se rencontrent. Le premier est batteur, l'autre est guitariste et chanteur. Tous deux, ils forment un premier groupe nommé The Artistics (ou The Autistics selon l'humeur du jour). Byrne et Frantz y interprètent surtout des reprises, mais également quelques morceaux que David compose, tels Psycho Killer, I'm Not in Love ou encore Warning Sign (trois morceaux réinterprétés par Talking Heads ensuite). La plus grande fan du duo est Tina Weymouth, petite amie du batteur Chris. Peu de temps après, le duo se dissout et les trois étudiants emménagent ensemble dans un loft du Lower East Side de New York.
Les deux amis forment donc un nouveau groupe encore sans nom, et cherchent sans résultat un bassiste. Chris demande alors à Tina, joueuse occasionnelle de guitare, d'apprendre la basse et de les rejoindre. Quelques mois plus tard, tout au début de l'année 1975, le groupe s'est constitué un petit répertoire et il est prêt à jouer sur scène. Il ne leur manque qu'un nom. C'est en fouillant dans un guide TV qu'un ami du groupe trouve le nom de Talking Heads, qui évoque les "têtes parlantes", c'est-à-dire les speakerines et autres présentateurs typiques de la télévision américaine. Au début de l'été caniculaire de 1975, les Talking Heads se produisent pour la première fois sur scène. Ils ouvrent en première partie pour le concert des Ramones au célèbre CBGB. Là, ils jouent Psycho Killer, qui devient directement le morceau le plus identifiable du groupe. À cette époque, New York connait une véritable explosion musicale : The Ramones, Patti Smith, Tom Verlaine et son groupe Television, etc. Tous ces groupes participent à l'atmosphère arty-punk propice au développement d'un groupe comme Talking Heads. Les concerts ne manquent pas et le groupe commence à se créer une image, celle de trois étudiants en art bien habillés qui jouent un punk arty et intelligent (les vêtements, la façon décousue de jouer et de chanter, les paroles en français de Psycho Killer...)
Au début de l'année 1976, le groupe enregistre ses premières démos pour le label CBS Records. Parmi celles-ci, des morceaux tels que Psycho Killer, First Week, Last Week/Carefree et Artists Only. Ces démos n'ont jamais été publiées officiellement mais un bootleg fait surface au début des années 1980. Le son du trio est de plus en plus construit, minimaliste, certes, mais plein de charme. Toujours en 1976, le groupe signe finalement avec le tout nouveau label de Seymour Stein, Sire (qui a également signé les Ramones). En décembre, un premier single est produit. Il s'agit de  Love→Building on Fire qui sera publié en janvier 1977. À cette même période, un certain Jerry Harrison (clavier de Modern Lovers, le groupe de Jonathan Richman) est engagé comme second guitariste, choriste et claviériste. Le groupe devenu quatuor enregistre entre avril et juillet son premier album, produit par Tony Bongiovi (le cousin de Jon Bon Jovi).
En 1977, le groupe fait sa première tournée en Europe en tant que première partie des Ramones. L'album, intitulé Talking Heads: 77, sort début septembre et se voit porté par le single Psycho Killer. Il est considéré comme un petit succès et détonne complètement face aux autres productions new-yorkaises beaucoup plus énergiques, sombres et punk. 77 sonne comme un mélange d'art rock, de pop-punk et de funk.

### Ère Brian Eno (1977–1980)

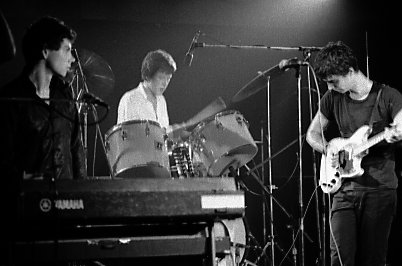
Talking Heads sur scène à the Horseshoe Tavern de Toronto (Canada), le 13 mai 1978.

Lors de la première tournée européenne de Talking Heads au milieu de l'année 1977, Brian Eno se présente à eux lors d'un concert à Londres. Il est impressionné par le groupe et devient rapidement un bon ami de David. Plus tard dans la même année, Eno rend hommage au groupe en écrivant la chanson King's Lead Hat dans son album Before and After Science. Le nom du morceau est une anagramme de « Talking Heads ». Pour l'enregistrement de leur disque suivant, les Talking Heads demandent à leur label Sire un nouveau producteur, quelques tensions de nature musicale ayant éclaté entre le groupe et le producteur Tony Bongiovi lors de l'enregistrement du premier album. C'est donc Brian Eno, ancien clavier de Roxy Music et récent collaborateur de David Bowie et de Robert Fripp, qui produit le nouvel album. Dès mars 1978, direction les Bahamas et les studios Compass Point de Nassau pour enregistrer ce qui deviendra More Songs About Buildings and Food.
Avec Eno aux manettes, le son minimaliste du groupe se retrouve plus étoffé : les arrangements sont plus complexes, agrémentés d'électronique. Ce nouvel album mélange l'évidence rock du Velvet Underground au groove de Parliament/Funkadelic,,. Il reste dans la continuité de 77, en y apportant donc une sensibilité un peu plus éclectique. Parmi les tours de force de l'album, on peut noter Found a Job et son énergie débordante, ou encore la reprise d'Al Green, Take Me to the River qui permettra aux Talking Heads de connaitre leur premier véritable succès aux États-Unis (top 30). L'enregistrement de l'album marque deux points majeurs dans l'histoire de Talking Heads : l'introduction du producteur Brian Eno et du studio Compass Point qui servira de lieu d'enregistrement pour les cinq années à venir. Le reste de l'année voit le groupe parcourir le monde, cette fois en tête d'affiche. Leur album fonctionne bien et le groupe commence doucement à se créer une renommée mondiale.
Un nouvel album est déjà préconçu tout au début de l'année 1979. Le groupe l'enregistre directement et en quasi-intégralité dans le loft de Chris et Tina situé au bord de l'East River. En l'espace de trois dimanches (jours choisis afin d'éviter les nuisances sonores urbaines pendant l'enregistrement, les camions étant interdits de circuler dans la rue), l'album est prêt à être mixé sous la houlette du "non-musicien" Eno. Au milieu de l'année, juste avant de partir en tournée, le groupe compose un drôle de morceau, inspiré de la musique africaine de Fela Kuti, avec l'aide de Brian Eno et de Robert Fripp. Construit comme un hommage polyrythmique au dadaïste Hugo Ball, en reprenant un de ses poèmes surréalistes, le morceau I Zimbra ouvre ce nouvel album nommé Fear of Music.
Le disque sort en août 1979. Les critiques le considèrent comme "le chef-d’œuvre" de Talking Heads. C'est l'album du groupe préféré de Lester Bangs, célèbre journaliste musical new-yorkais. L'album reprend le concept des deux premiers, mais en le poussant à l'extrême : la production est à la fois explosive et étouffante, les paroles de Byrne sont plus folles et paranoïaques qu'auparavant (cf. les chansons Animals ou Drugs) et les morceaux sont minimalistes au possible. La pochette du disque (signée Jerry Harrison) représente une plaque de métal larmé noire, à contre-pied des pochettes de disques post-punk sortis à la même époque (par exemple les premiers albums de Sex Pistols, de Devo ou des B-52's arborent des pochettes jaunes). À la fin de la même année sort également un album live promotionnel, reprenant la setlist des concerts de la tournée.
Début 1980, le groupe repart pour quelques mois aux studios Compass Point, à Nassau, pour enregistrer un quatrième album. Le processus de création de ce nouvel album sera assez long. Les quatre membres du groupe sont rejoints à Nassau, au début du printemps 1980, par un Brian Eno assez peu enjoué à l'idée de produire à nouveau un album de Talking Heads. Pourtant, le groupe est parvenu à créer quelques plages instrumentales particulièrement funky en partant d'abord de I Zimbra et en s'inspirant toujours de la musique polyrythmique de Fela Kuti. Eno est finalement séduit par ce qu'il entend et décide de produire le nouvel album, dont le titre de travail est Melody Attack. Entre avril et août 1980, le groupe jamme, compose, retravaille et enregistre la matière brute. Brian Eno devient presque le cinquième membre du groupe, ce qui provoque certaines tensions entre les autres membres du groupe, surtout en ce qui concerne les crédits. De retour à New York, Byrne se retrouve avec des morceaux instrumentaux et doit lutter avec la page blanche. S'inspirant une nouvelle fois de la musique africaine, il décide d'écrire de façon aléatoire et absurde des mots qui sonnent bien avec la musique. Les overdubs sont enregistrés à la même période et le groupe invite Adrian Belew (ex-guitariste de Bowie et futur membre influent de King Crimson) pour qu'il pose sur les morceaux ses solos de guitare, ainsi que Nona Hendryx, chanteuse noire de soul, pour les chœurs et les harmonies.
L'album, nommé finalement Remain in Light, sort en octobre 1980. Un clip, assez novateur, est réalisé par la chorégraphe et actrice américaine Toni Basil pour la chanson Once in a Lifetime. David Byrne y apparaît tel un prédicateur frénétique, effectuant de grands gestes. Le clip, diffusé très régulièrement sur la toute nouvelle chaîne musicale américaine MTV, reste célèbre pour sa teinte d'étrangeté et permet au groupe une exposition à un public nouveau qui contribuera au succès du nouvel album. Dès le mois d'août, et avant même la sortie du disque, le groupe se lance dans une tournée de promotion mondiale lors du festival Heatwave situé a Mosport, au Canada. Afin de mieux développer en live la densité des arrangements du nouvel album, les Talking Heads s'entourent d'un certain nombre de musiciens de tournée. Ils font de nouveau appel à Adrian Belew à la guitare et aux chœurs masculins, Dolette McDonald aux chœurs féminins, Steve Scales aux percussions, Bernie Worell (ex-Parliament) aux claviers et Busta "Cherry" Jones à la basse (Tina faisant les chœurs et jouant parfois quelques parties de clavier en plus de sa basse).
Remain in Light reste à ce jour selon le magazine américain Pitchfork l'album le plus dense et le plus complexe de Talking Heads. Il mélange beaucoup de genres et contribue à façonner la nouvelle image polyvalente du groupe.

### Projets solo puis réunion (1981–1982)
Dans les premiers mois de 1981, juste après avoir terminé la tournée mondiale de Remain in Light au Japon, le groupe se sépare. D'un côté, le couple de Chris et de Tina qui en ont assez de devoir subir la dictature Eno-Byrne au sein d'un groupe qu'ils ont tout autant contribué à créer ; de l'autre, un David Byrne en quête d'indépendance qui s'allie au producteur Brian Eno. Entre deux, Jerry Harrison s’efface.
Chris et Tina sont mariés depuis 1977. Lors de vacances préliminaires aux sessions d'enregistrement de Remain in Light l'année précédente, le couple achète un appartement juste au-dessus du studio Compass Point. Ils partent donc là-bas avec en tête l'idée de produire un maxi ou deux, rien qu'eux deux. Là-bas, ils font la rencontre de nombreux autres musiciens, notamment Grace Jones (qui enregistre son album Nightclubbing), ou encore Robert Palmer (qui a fait construire sa maison juste à côté du studio). Profitant de l'ambiance festive qui règne sur les lieux, ils décident de créer leur propre projet sous le nom de Tom Tom Club. Ils signent un contrat avec le gourou du reggae et directeur du label britannique Island Chris Blackwell et sortent leur premier album dans le courant de l'année. Se rendant compte de l'arrivée du rap comme un genre nouveau dans la musique, le couple y contribue en composant Wordy Rappinghood et Genius of Love, deux morceaux qui sont très souvent samplés et reproduits chez les artistes du genre.
De son côté, Jerry Harrison produit un maxi pour Nona Hendryx puis se lance en solo avec un premier album nommé The Red and the Black. Ce disque propose plus ou moins les mêmes sonorités que Remain in Light, avec davantage d'influences funk et soul, Harrison y appose notamment sa maîtrise des claviers. Sur son album figurent Adrian Belew, Nona Hendryx, Dolette McDonald et Bernie Worell, tous membres de la « formation étendue » de Talking Heads pour les tournées de la même période. Peu d'autres informations existent sur cette période de la carrière d'Harrison, l'album n'ayant pas été un grand succès.
Le membre de Talking Heads le plus productif de cette période n'est autre que David Byrne, profitant de l'année 1981 pour sortir deux albums. En parallèle, il est engagé par ses amis du groupe The B-52's pour produire et réaliser les sessions de leur projet de troisième album, Mesopotamia. Après quelques semaines d'enregistrement houleuses, les membres des B-52's expriment leur frustration et leur désaccord concernant le travail de Byrne, et les sessions s'arrêtent afin de sortir les premières chansons produites sur un disque au format mini-LP. Le premier album que David Byrne sort cette année-là n'est autre que My Life in the Bush of Ghosts, le projet collaboratif de Byrne avec son désormais grand ami Brian Eno. Produit entre 1979 et 1981, le disque propose une dizaine de plages composées de samples vocaux (TV, radio, prédicateur, exorciste, récitation du Coran - ce qui leur vaudra des ennuis - ou encore diverses publicités) et de constructions polyrythmiques complexes tout droit venues d'Afrique. L'album est novateur et très en avance sur son temps : il met en exergue la construction musicale avec l'usage intensif de samples et de motifs répétitifs dans le cadre du studio d'enregistrement. L'autre production majeure de l'année 1981, pour Byrne, est son premier disque solo, à savoir la bande-son du spectacle de danse orchestré par Twyla Tharp The Catherine Wheel. Ce disque mélange le côté expérimental de My Life avec le côté plus pop des premiers disques de Talking Heads.
Après cette pause de 1981, le groupe se reforme mi-1982 pour une nouvelle tournée. Ce sera leur dernier passage en Europe. Le groupe se retrouve donc de nouveau avec une formation étendue : les musiciens additionnels de la tournée 1980 sont réengagés, sauf Adrian Belew (alors engagé dans la nouvelle version de King Crimson ; l'album Discipline, sorte de continuation plus progressive rock de Remain in Light, sort en 1981), et Bernie Worell, lui aussi indisponible. Ils sont remplacés par Alex Weir (ex-Brothers Johnson) à la guitare et Raymond Jones (ex-Chic) aux claviers. La première partie des concerts est souvent assurée par Tom Tom Club, qui assure dans le même temps sa toute première tournée mondiale. La setlist du concert de Talking Heads incluait alors Slink, morceau du premier album solo de Jerry Harrison, mais aussi My Big Hands, Big Blue Plymouth, What a Day That Was et Big Business, morceaux signés par David Byrne seul et extraits de la bande-son de The Catherine Wheel. Incluses également dans la setlist, les nouvelles compositions Swamp et Slippery People qui annoncent l'arrivée imminente d'un prochain album. Le groupe sera filmé par la BBC lors de leur concert londonien à Wembley, ce qui permettra à David Byrne de travailler avec la chaîne de télévision britannique pour créer une sorte de concert/documentaire agrémenté d'extraits visuels provenant de divers programmes télévisés censés illustrer le concert.
C'est également en 1982 que le label Sire profite de la pause discographique du groupe pour sortir un double album live, The Name of This Band is Talking Heads, constitué d'extraits de concerts des époques 1977-1979 et 1980-1981.

### Succès etStop Making Sense(1982–1984)
C'est dans le courant de l'année 1982 que les premiers morceaux d'un futur nouvel album sont écrits. L'influence nouvelle de Tom Tom Club se fait sentir dans les deux nouveaux morceaux écrits et joués dans les concerts de 1982. Swamp et Slippery People annoncent un album plus funky et pop que jamais, mais également moins dense et complexe que Remain in Light.
Quelques photos faites tout à la fin de 1982 montrent David Byrne arborant la pochette de la version collector du futur album réalisée par Robert Roschenberg, qui présente une pochette transparente et des collages de magazines divers dans toutes les couleurs, le tout avec un disque transparent. Les sessions d'enregistrement de l'album se terminent en février 1983 et le groupe s'autoproduit, évitant de retomber dans une dictature du son menée par le duo Eno/Byrne. L'album nommé Speaking in Tongues (en référence au fait que Byrne a écrit les textes des chansons en s'inspirant du phénomène de glossolalie) sort en juin de la même année.
Le groupe a enregistré l'album avec quelques musiciens additionnels, dont certains sont désormais devenus des habitués : Bernie Worell et Wally Badarou (un voisin de Chris et Tina à Nassau) aux claviers, Dolette McDonald et Nona Hendryx aux chœurs, Steve Scales et David Van Tieghem (percussionniste/batteur de Laurie Anderson) aux percussions ainsi qu'Alex Weir à la guitare. Avec comme premier single Burning Down the House, chanson pop aux teintes P-Funk justement inspiré par un concert de Parliament auquel Talking Heads assiste, le groupe se voit propulsé dans les charts américains et Speaking in Tongues atteint rapidement le million de ventes rien qu'aux États-Unis. Avec un tel succès, il paraît normal que la tournée qui s'ensuive paraisse d'envergure. Cependant, avec la naissance du premier fils de Chris et Tina, cette tournée doit pour le moment se limiter aux États-Unis. Ainsi donc, entre août et décembre 1983, le groupe parcourt le pays pour promouvoir leur nouvel album.
Cette tournée est particulière : le cinéaste Jonathan Demme assiste à l'un de leurs concerts et approche le groupe pour leur proposer de les filmer. Byrne accepte l'idée, puisqu'il a travaillé au maximum le concept de spectacle vivant pour la performance des musiciens en s'inspirant du théâtre japonais kabuki et des mises en scène de son ami Robert Wilson. La tournée est baptisée Stop Making Sense (titre extrait des paroles de Girlfriend Is Better). Ainsi, Byrne démarre le concert seul sur scène, avec une guitare et une radio en guise d'accompagnement rythmique pour jouer une version ultra-épurée de Psycho Killer. La scène autour de lui est totalement vide. À chaque nouvelle chanson entamée, un musicien fait son entrée sur scène avec son instrument, dans l'ordre suivant : Tina Weymouth sur Heaven, Chris Frantz sur Thank You for Sending Me an Angel, Jerry Harrison sur Found a Job, Lynn Mabry et Edna Holt (petites nouvelles aux chœurs féminins) ainsi que Steve Scales sur Slippery People, puis finalement les deux derniers musiciens, Alex Weir accompagné de Bernie Worell, rejoignent le reste du groupe pour jouer une version triomphale de Burning Down The House. La disposition très visuelle du concert est donc plutôt propice aux prises de vue. C'est entre le 14 et le 16 décembre 1983 qu'est réalisé le film Stop Making Sense, de Jonathan Demme, filmant les trois derniers concerts de la tournée américaine de Talking Heads, au Pantages Theater de Los Angeles. Le clou du spectacle n'est autre que la chanson "titre", Girlfriend Is Better, pour laquelle Byrne chante et danse vêtu de son Big Suit, un costume gris aux dimensions gigantesques qui donne l'impression que le chanteur possède une toute petite tête sur un corps gigantesque.
Le concert est, dans son ensemble, très dansant. L'intervention de Jerry Harrison par intermittence de solos de claviers rend le tout également très funky.
Le film de Demme sort en salles le 24 avril 1984 et sera considéré par beaucoup de critiques comme le meilleur film musical jamais réalisé.
D'un point de vue purement discographique, 1983 voit également apparaître le second album de Tom Tom Club, Close to the Bone, qui sera en partie composé à partir de certaines idées rejetées lors de l'enregistrement de Speaking in Tongues. L'album est globalement décevant et ne sera jamais proprement édité en CD, sinon en disque bonus de la réédition du premier album en 2009. 1984 voit aussi apparaître la bande-son du film Stop Making Sense, sorte de mini-album live retouché par overdubs dans sa version originale. La version remastérisée de 1999 verra sortir un disque fidèle à la setlist et son du film, sans edits ou overdubs.

### Derniers albums et séparation (1984–1991)

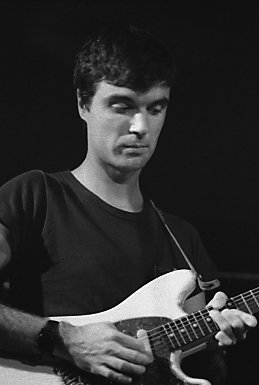
David Byrne, l'un des fondateurs du groupe.

Après le tournage de Stop Making Sense, les Talking Heads s'embarquent en janvier 1984 pour l'Australie et la Nouvelle-Zélande afin de jouer (sans le savoir) leurs derniers concerts, mais aussi les plus mauvais, selon Tina et David. Le groupe fait ensuite une courte pause. David Byrne va composer une bande-son uniquement composée de cuivres pour l'opéra de Robert Wilson, The Knee Plays. Chris et Tina, alias Tom Tom Club, rejoignent les B-52's à titre de guests-stars lors de concerts en décembre 1984 puis du tout premier festival Rock'n'Rio en janvier 1985. Jerry Harrison compose un morceau nommé Five Minutes avec Bootsy Collins (bassiste de George Clinton) et Bernie Worell sous le pseudo "Bonzo Goes to Washington". Le morceau sample notamment un extrait de discours que Ronald Reagan a donné afin de tester des micros, qui annonçait que les États-Unis « allaient bombarder l'URSS dans les cinq minutes ».
De l'hiver 1984 et jusque mars 1985, le groupe enregistre un nouveau disque. Quelques démos non retenues pour Speaking in Tongues sont retravaillées et incluses dans ce nouvel opus. L'album est produit par le groupe lui-même à New York. Le mixage terminé, l'album nommé Little Creatures sort le 10 juin 1985. Après les expérimentations polyrythmiques de Remain in Light et la new wave funky de Speaking in Tongues, le groupe retourne aux morceaux pop qu'il avait abandonnés en 1979. Les chansons parlent toujours de choses quotidiennes, mais les paroles en elles-mêmes ne sont plus autant absurdes qu'elles ont pu l'être dans le passé. En revanche, le groupe, toujours novateur dans le son, intègre des influences country et cajun dans des morceaux comme And She Was et le grand tube Road to Nowhere.
1985 et 1986 voient David Byrne réaliser son premier long métrage de fiction, qu'il nomme True Stories. Le film sort en octobre de l'année 1986, avec notamment John Goodman dans le rôle principal, ce qui donne quelques scènes d'anthologie. Pour la bande-son, Byrne fait appel aux Talking Heads. L'album enregistré au début de l'année 1986 sort en juillet, quelques mois avant le film. Chaque morceau évoque une certaine scène du film. Dans le film, chaque chanson est chantée par les acteurs du film eux-mêmes. Seules Wild Wild Life, Love for Sale et City of Dreams apparaissent comme telles dans le film, c'est-à-dire chantées par Byrne. La musique est encore plus pop/rock que Little Creatures, avec la guitare mise en avant. Les influences sont rock, country et même tex-mex, dans le morceau Radio Head (chanson qui donnera son nom au groupe anglais Radiohead). David Byrne regrette, d'ailleurs, le fait que les chansons sorties sur l'album soient chantées par lui et pas par les membres de son casting. L'idée de base était pourtant de compléter l'album ainsi, mais les enregistrements ne furent jamais publiés en entier (seulement en faces B et dans certaines compilations) pour des raisons de droit. Une idée de tournée dans le même genre vint à l'esprit de Byrne, mais fut abandonnée pour des raisons évidentes de budget et de timing, chaque acteur ayant son propre agenda.
L'année suivante, Byrne se détache une nouvelle fois du groupe pour aller composer quelques morceaux avec Ryūichi Sakamoto et Cong-Su pour la bande son du film Le Dernier Empereur, de Bernardo Bertolucci, ce qui lui vaudra un Oscar. La même année, Jerry Harrison produit Violent Femmes. Le couple de Tom Tom Club recommence lui aussi à travailler sur de nouvelles compositions, qui aboutiront un an plus tard à la sortie de Boom Boom Chi Boom Boom, un album aux influences plus rock qui dans l'ensemble passe inaperçu aux yeux du grand public. En début d'année 1988, Jerry Harrison sort son deuxième album solo, le très pop/rock Casual Gods. Le premier single Rev It Up se situe assez loin des expérimentations afrobeat de The Red and the Black, son premier album de 1981. Ce deuxième album connaît une certaine notoriété grâce au second single Man With a Gun, qui est utilisé dans certaines bandes-son de films et notamment dans Dangereuse Sous Tous Rapports de Jonathan Demme.
Pendant ce temps, tout au long de l'année 1987, les membres de Talking Heads se mettent d'accord pour enregistrer un nouveau disque et expérimenter un retour aux influences africaines. Afin d'avoir un maximum de musiciens provenant de nations différentes, le groupe décide d'enregistrer leurs nouvelles compositions aux studios Davout à Paris. Pour mieux assurer leur retour aux sons africains, le producteur Steve Lillywhite (qui travaille habituellement avec U2) est appelé en renfort. Avant d'arriver en France, les musiciens de Talking Heads enregistrent une quarantaine de pistes instrumentales qui leur serviront de bases pour le futur album, déjà nommé Naked. Sur place, le groupe fait appel à divers musiciens : Johnny Marr (ex-Smiths) à la guitare, Kirsty MacColl aux chœurs, Mory Kanté aux percussions et Wally Badarou aux claviers (entre de nombreux autres artistes). Les morceaux de l'album sont, pour la plupart, totalement improvisés, autant au niveau des mélodies que des textes et des paroles. La production se termine à New York, où le groupe enregistre les voix et quelques overdubs. L'album, terminé, sort en mars 1988. Il est plutôt bien accueilli par les critiques, qui le considèrent comme une sorte d'alternative pop à Remain in Light.
Au cours de l'année 1988, le groupe se sépare officieusement et chaque membre travaille sur son projet solo : Jerry et son album Casual Gods, qu'il faut désormais promouvoir ; Tom Tom Club assure la promotion de Boom Boom Chi Boom Boom ; David donne quelques interviews avant de se concentrer sur un premier véritable album solo. Aucune tournée ne sera annoncée pour promouvoir Naked.
En 1989, Tom Tom Club donne un certain nombre de concerts pour promouvoir leur dernier album. Lors du concert à New York au Ritz, le 17 juillet, Steve Scales, Jerry Harrison et David Byrne interprètent Under the Boardwalk et Psycho Killer tous ensemble. Ce sera la dernière apparition du groupe au complet dans un concert véritable. La même année, David enregistre Rei Momo, son premier véritable album solo, qui regroupe une douzaine de morceaux dans des registres latinos différents (mambo, merengue, cha-cha-cha, etc.). Il donne ensuite une tournée mondiale, où il jouera pour la première fois des morceaux extraits des albums Little Creatures, True Stories et Naked.
En 1990, Jerry Harrison sort son troisième album solo, Walk on Water. Cet album sonne encore plus rock que le précédent et se démarque donc définitivement des productions des Talking Heads. Il donnera quelques concerts en solo. La même année, les Talking Heads sont invités à participer à la tournée de festival Escape From New York aux côtés des Ramones, de Patti Smith et de Debbie Harry (du groupe Blondie). Tout le monde accepte, sauf David Byrne, qui est occupé à composer la bande-son du spectacle The Forest. Chris, Tina et Jerry jouent donc ensemble au festival, mais sans David et sous le nom de Shrunken Heads (les têtes réduites) accompagnés par un certain nombre de musiciens de tournée (Bernie Worell et Steve Scales, entre autres).
En 1991, alors que la maison de disque du groupe met en route la production d'une compilation de leurs plus grands succès, les Talking Heads se reforment brièvement afin de composer une poignée de nouveaux titres. Parmi ceux-ci, on note un titre composé pour la bande-son du film de Wim Wenders Jusqu'au bout du monde, nommé Sax and Violins. Un clip est également tourné, il ne présente que David Byrne et Jerry Harrison ; pour une raison inconnue, Chris et Tina n'y figurent pas. Ce morceau sera en quelque sorte le testament du groupe.
Un peu plus tard la même année, en novembre, David Byrne annonce par la presse que le groupe est définitivement dissout.

### Post-séparation (depuis 1991)

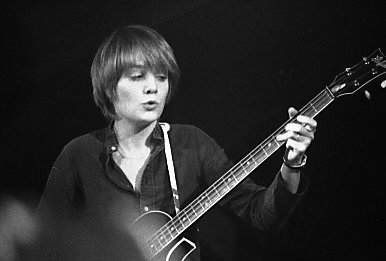
Tina Weymouth, bassiste et fondatrice du groupe.

Après la dissolution du groupe, chaque membre se concentre sur sa carrière solo. En 1992 sort donc la compilation nommée Sand in the Vaseline qui retrace toute la carrière du groupe, de 1976 jusqu'aux derniers morceaux enregistrés en 1991. Cette année-là, Tom Tom Club et David Byrne sortent également de nouveaux disques ; DarkSneakLoveAction pour les premiers et Uh, Oh pour le second. Les deux formations donnent de nombreux concerts et jouent quelques morceaux de Talking Heads (surtout Byrne, souvent dans des arrangements musicaux différents). De son côté, Jerry Harrison se retire de la vie de musicien actif et se consacre entièrement à la production (pour Violent Femmes, Fine Young Cannibals, No Doubt...). Entre 1992 et 1995, Tom Tom Club produit les disques de Happy Mondays et de Los Fabulosos Cadillacs sans sortir de nouveau disque. David Byrne sort un album en 1994, assorti d'une nouvelle tournée mondiale.
En 1996, Chris, Tina et Jerry se retrouvent et parlent de reformer Talking Heads. Ils parlent de l'idée à David, qui refuse net. Les trois membres forment donc un nouveau groupe, nommé The Heads, et enregistrent un album nommé No Talking, Just Heads avec différents chanteurs à la place de Byrne (Debbie Harry de Blondie, Shaun Ryder de Happy Mondays, Andy Partridge de XTC...).
Le projet tourne court quand Byrne leur intente un procès. Le groupe a tout de même le temps de faire une courte tournée, jouant les nouveaux morceaux comme les plus anciens. En 1997, David Byrne sort Feelings, nouvel album coproduit avec Morcheeba. Il enchaîne ensuite sur une longue tournée dans laquelle il réinterprète un certain nombre de morceaux composés à l'époque de Talking Heads (I Zimbra, Psycho Killer, Making Flippy Floppy ou encore Take Me to the River), mais dans des arrangements trip-hop et électro. En 1999, à l'occasion de la ressortie remastérisée de Stop Making Sense en salles et en DVD, le groupe est très brièvement réuni le temps d'une conférence de presse (qui figure désormais en tant que bonus dans le DVD). L'ambiance est relativement électrique, Byrne n'ayant pas adressé directement la parole aux autres membres depuis presque huit ans.
En 2000, c'est au tour de Tom Tom Club de sortir un nouvel album, The Good, The Bad and The Funky. En 2001, Byrne sort Look Into the Eyeball et fait un carton avec le single Like Humans Do, morceau choisi par Microsoft pour illustrer le lecteur multimédia de leur nouveau système d'exploitation Windows XP. Tout cela est suivi d'une nouvelle tournée mondiale pour Byrne. Il apparaît même dans un épisode des Simpson ou il produit une chanson d'Homer et l'interprète dans le Big Suit de Stop Making Sense.
En 2002, le groupe est introduit le 18 mars au Rock and Roll Hall of Fame, en même temps que leurs collègues des Ramones. Le quartette est de nouveau réuni pour recevoir le prix. Tout le monde s'exprime et le groupe est invité à jouer quelques classiques. Une fois de plus, l'ambiance n'est pas très détendue. Sur les images, Byrne est visiblement stressé. Ils jouent Psycho Killer mais aussi Burning Down the House et Life During Wartime avec leurs anciens collègues Steve Scales et Bernie Worell rappelés pour l'occasion. Comme l'ont dit plus tard Tina et Chris, "l'occasion était parfaite pour terminer dans la bonne humeur l'histoire de leur groupe".
Depuis, David Byrne et Tom Tom Club n'ont pas arrêté de tourner. David, en 2008, pour promouvoir la sortie de l'album collaboratif Everything That Happens Will Happen Today avec Brian Eno, a parcouru le monde en jouant de nombreux morceaux datant de l'époque de Talking Heads qui n'avaient pas été rejoués depuis le début des années 1980 (ex. : Houses in Motion, Air, Cities ou Crosseyed and Painless...). Cette tournée est filmée et le film qui s'ensuit en 2009, Ride Rise Roar, n'est pas sans évoquer par bien des égards Stop Making Sense. En 2012, David compose un album en collaboration avec St. Vincent, Love This Giant, qui donne lieu, une fois encore, à une importante tournée. La même année, Tom Tom Club sort un nouvel EP, Downtown Rockers, avant de parcourir le monde une nouvelle fois.
Au cours de la seconde moitié des années 2010, Jerry Harrison ne fait que de très rares apparitions en public. Chris et Tina sont assez actifs mais ne donnent que de très rares concerts avec Tom Tom Club. David Byrne reste, lui très actif, avec, en 2018, la sortie de son nouvel opus solo American Utopia et la tournée mondiale qui s'ensuit.
En 2020, Jerry Harrison renoue avec Adrian Belew et s'accompagne du groupe Turkuaz pour rejouer Remain In Light sur scène, à l'occasion des quarante ans de l'album. La crise de la covid-19 a retardé leur tournée, qui débute finalement en 2022 et se poursuit en 2023.
Le 16 mars 2023, le studio de cinéma A24 annonce la remastérisation du film Stop Making Sense accompagné d'une nouvelle sortie au cinéma.

## Influence et reconnaissance
Les Talking Heads ont influencé nombre de formations majeures de la pop et du rock, notamment Duran Duran, Radiohead, qui tient son nom d'un morceau du groupe, et Arcade Fire.
Le critique Stephen Thomas Erlewine, de AllMusic, décrit les Talking Heads comme étant « l'un des groupes les plus encensés des années 80, tout en réussissant à gagner plusieurs hits pop ».
Quatre albums du groupe apparaissent dans la liste publiée en 2003 des 500 plus grands albums de tous les temps. Fear of Music se classe au soixante-seizième rang des 100 meilleurs albums, selon Channel 4.
Le titre Burning Down the House est utilisé dans le téléfilm américain Les Pirates de la Silicon Valley, le morceau This Must Be the Place (Naïve Melody) apparaît dans la bande originale du film Wall Street sorti en 1987 et de sa suite, Wall Street : L'argent ne dort jamais sorti en 2010.
This Must Be the Place (Naïve Melody) est également utilisé dans l'intro de l'épisode 1 de la saison 5 de Marvel : Les agents du Shield.
Un autre film de Paolo Sorentino se nomme This Must Be the Place, reprenant le titre de Talking Heads (avec Sean Penn dans le rôle-titre).
En 2020, le batteur du groupe System of a Down, John Dolmayan, avec le soutien de son collègue chanteur Serj Tankian, reprend le titre Road to Nowhere dans son projet solo These Grey Men.

## Membres

### Membres permanents
- David Byrne - chant, guitare
- Chris Frantz - batterie
- Tina Weymouth - basse
- Jerry Harrison - guitare, claviers

Tina et Chris développeront, en parallèle, le projet musical Tom Tom Club.

### Membres additionnels (concerts)
- Adrian Belew - guitare, chant (1980-1981)
- Alex Weir - guitare (1982-1984)
- Bernie Worrell - claviers (1980-1981 puis 1983-1984)
- Steve Scales - percussions (1980-1984)
- Busta « Cherry » Jones - basse (1980-1981)
- Dollette McDonald - chant (1980-1982)
- Lynn Mabry - chant (1983-1984)
- Edna Holt - chant (1983-1984)
- Raymond Jones - claviers (1982)

## Discographie

### Albums studio
- 1977 : Talking Heads: 77
- 1978 : More Songs About Buildings and Food
- 1979 : Fear of Music
- 1980 : Remain in Light
- 1983 : Speaking in Tongues
- 1985 : Little Creatures
- 1986 : True Stories
- 1988 : Naked

### Albums live
- 1980 : Rome concert 1980
- 1982 : The Name of This Band is Talking Heads
- 1984 : Stop Making Sense

### Compilations
- 1992 : Sand in the Vaseline: Popular Favorites
- 2003 : Once in a Lifetime
- 2004 : The Best of Talking Heads
- 2005 : Talking Heads
- 2006 : Bonus Rarities and Outtakes
- 2007 : The Collection
- 2009 : Same as It Ever Was

## Vidéographie
- 1984 : Stop Making Sense de Jonathan Demme : show au Pantage Theater à Los Angeles en décembre 1983.
- 1988 : Storyteller Giant (compilation 10 vidéo-clips)
- 2011 : Chronology (compilation live 1975-1983, 2002)